# Bélier (fusée)
Pour les articles homonymes, voir Bélier (homonymie).
Bélier est une fusée-sonde à propergol solide mono-étage développée  par la société Sud-Aviation qui a été tirée à 19 exemplaires entre 1961 et 1970. Elle pouvait lancer une charge utile d'une masse comprise entre 30 et 60 kilogrammes à une altitude comprise respectivement entre 200 et 130 kilomètres.

## Historique
Bélier fait partie d'une famille d'engins de fusées-sondes de première génération développée au début des années 1960 par l'établissement de Cannes du constructeur Sud-Aviation sur la base de spécifications du CNET. Cette famille comprend également les fusées-sondes Centaure (plus puissante  et Dragon (la plus puissante). La fusée-sonde est développée à partir d'étages à propergol solide existants. La première version Bélier I est lancée à 16 exemplaires entre 1961 et 1970. Sud-Aviation propose pour l'exportation vers l'Inde et le Pakistan une deuxième version Bélier II destinée à être construite sous licence et utilisant un bloc Vega (propergol : plastolite) mais finalement cette version n'est pas commercialisée. La société développe une deuxième génération de fusées-sondes. Dans ce cadre elle met au point la version Bélier III utilisant de l'isolane est lancée à trois exemplaires entre 1968 et 1969. Cinq fusées-sondes Bélier sont lancées depuis le site de Hammaguir du CIEES en Algérie, six depuis l'île du Levant pour le compte de la Marine nationale française et cinq depuis le Centre spatial de Kourou en Guyane.

## Caractéristiques techniques
La fusée Bélier, non guidée et stabilisée par rotation, comporte un seul étage. Dans la version Bélier I, il s'agit d'un bloc Jéricho IV brûlant du plastolite. Sa hauteur est de 5,9 m avec un diamètre du corps de 30,5 cm et du second étage de 30,5 cm. La masse totale est de 315 kg (charge utile incluse). La charge utile a une masse de 32 kg qui peut être lancée à une altitude de 80 kilomètres. La version Bélier III comportait un étage Vega utilisant de l'isolane. De dimensions similaires, sa masse passe à 352 kg. Plus performante elle peut emporter une charge utile comprise entre 30 et 60 kg à une altitude comprise entre 130 et 100 km. Les deux versions de la fusée-sonde sont lancées en utilisant une rampe de lancement Sermiat.
| Caractéristiques            | Bélier              | Centaure              | Dragon                | Bélier III          | Dragon III           | Dauphin             | Eridan              |
| --------------------------- | ------------------- | --------------------- | --------------------- | ------------------- | -------------------- | ------------------- | ------------------- |
| Génération                  | Première génération | Première génération   | Première génération   | Deuxième génération | Deuxième génération  | Deuxième génération | Deuxième génération |
| Nombre lancements           | 16                  | 99                    | 30                    | 3                   | 7                    | 6                   | 15                  |
| Dates lancement             | 1961-1970           | 1961-1974             | 1962-1972             | 1968-1969           | 1968-1973            | 1967-1979           | 1968-1979           |
| Performances                |                     |                       |                       |                     |                      |                     |                     |
| Masse charge utile          | 32 kg               | 30 à 60 kg            | 60 kg                 | 30 à 60 kg          | 60 kg                | 130 à 250 kg        | 130 à 250 kg        |
| Altitude maximale           | 80 km               | 130 à 200 km          | 475 km                | 30 à 60 km          | 560 km               | 100 à 150 km        | 220 à 425 km        |
| Caractéristiques techniques |                     |                       |                       |                     |                      |                     |                     |
| Masse totale                | 315 kg              | 490 kg                | 1 190 kg              | 352 kg              | 1 288 kg             | 1 132 kg            | 2 127 kg            |
| Diamètre (étage supérieur)  | 30,5 cm             | 30,5 cm               | 30,5 cm               | 30,5 cm             | 30,5 cm              | 56 cm               | 56 cm               |
| Longueur                    | 5,9 m               | 7,08 m                | 8,16 m                | 5,9 m               | 8,16 m               | 6,21 m              | 9,92 m              |
| Étages                      | 1                   | 2                     | 2                     | 1                   | 2                    | 1                   | 2                   |
| Propergol                   | épictète            | plastolite + épictète | plastolane + épictète | isolane             | plastolane + isolane | plastolane          | plastolane          |
| Poussée au décollage        | 20 kN               | 42 kN                 | 90 kN                 | 21,5 kN             | 42 kN                | 90 kN               | 90 kN               |
| Durée combustion            | 21 s                | 27 s                  | 37 s                  | 23,4 s              | 27,7 s               | 16 s                | 32 s                |

## Source
- CNES, Institut français d'Histoire de l'Espace, Association Amicale des anciens du CNES, Les débuts de la recherche spatiale française : au temps des fusées sondes, Paris, Editions Edite, 2007, 398 p. (ISBN 978-2-84608-215-0)